# Al Miller
Al Miller (El Dorado, 28 agosto 1947) è un ex giocatore di football americano e allenatore di football americano statunitense della National Football League (NFL). Al college giocò a football con la ULM.

## Carriera come allenatore
Al Miller iniziò la sua carriera come allenatore nella NFL nel 1985 con i Denver Broncos come allenatore nello sviluppo della forza e della condizione, fino al 1992.
Nel 1993 passò ai New York Giants con il medesimo ruolo, fino al 1996.
Nel 1997 firmò con gli Atlanta Falcons con la stessa mansione, fino al 2005.
Dopo 7 anni fuori dalla NFL, il 3 febbraio 2012 firmò con gli Oakland Raiders ancora con lo stesso ruolo fino al 2013.

## Vittorie e premi

### Franchigia
- National Football Conference Championship: 1

Atlanta Falcons: 1998
- American Football Conference Championship: 3

Denver Broncos: 1986, 1987, 1989

## Vita familiare
È sposato con Janis da cui hanno avuto un figlio: Carey Brian e una figlia: Lisa.